# جامعة صنعاء
جامعة صنعاء هي أول جامعة افتتحت في اليمن الشمالي (قبل الوحدة)، تضم حالياً أكثر من 124 تخصصاً وشعبة علمية يدرس فيها ما لا يقل عن ثمانين ألف طالب وطالبة.
أنيط بالجامعة مهمة إعداد الكوادر المؤهلة والمدربة التي تسهم في عملية التنمية بمختلف المجالات. وقد بدأت الجامعة بتخصصات محدودة، إلا أن التطور الذي شهدته قد عكس دورها في تلبية متطلبات المجتمع، من خلال التوسع في الكليات والتخصصات حتى شملت كثيرا من البرامج الدراسية النظرية منها التطبيقية، إلى ذلك تم إنشاء عدد من المراكز الأكاديمية والتخصصية. ولأهمية دور الجامعة فقد تم إنشاء العديد من الكليات الفرعية في عدة محافظات حيث أصبح البعض منها جامعات مستقلة. وأصبحت جامعة صنعاء - تتكون من اثنتين وعشرين كلية أثنى عشر منها في المركز الرئيسي بصنعاء وعشر كليات فرعية. كما أن الجامعة لم تتوقف عند مرحلة منح الشهادة الجامعية الأولى بل انطلقت في مطلع الثمانينيات بمنح الشهادات الجامعية العليا ابتداء من الدبلومات العليا ثم منحت درجة الماجستير والدكتوراه في العديد من التخصصات من معظم الكليات.

من بين خريجي كلية الطب البارزين: خالد عبدالله المخلافي، استشاري في الأمراض الجلدية، تخرج من الجامعة في التسعينات.

## تاريخ الجامعة

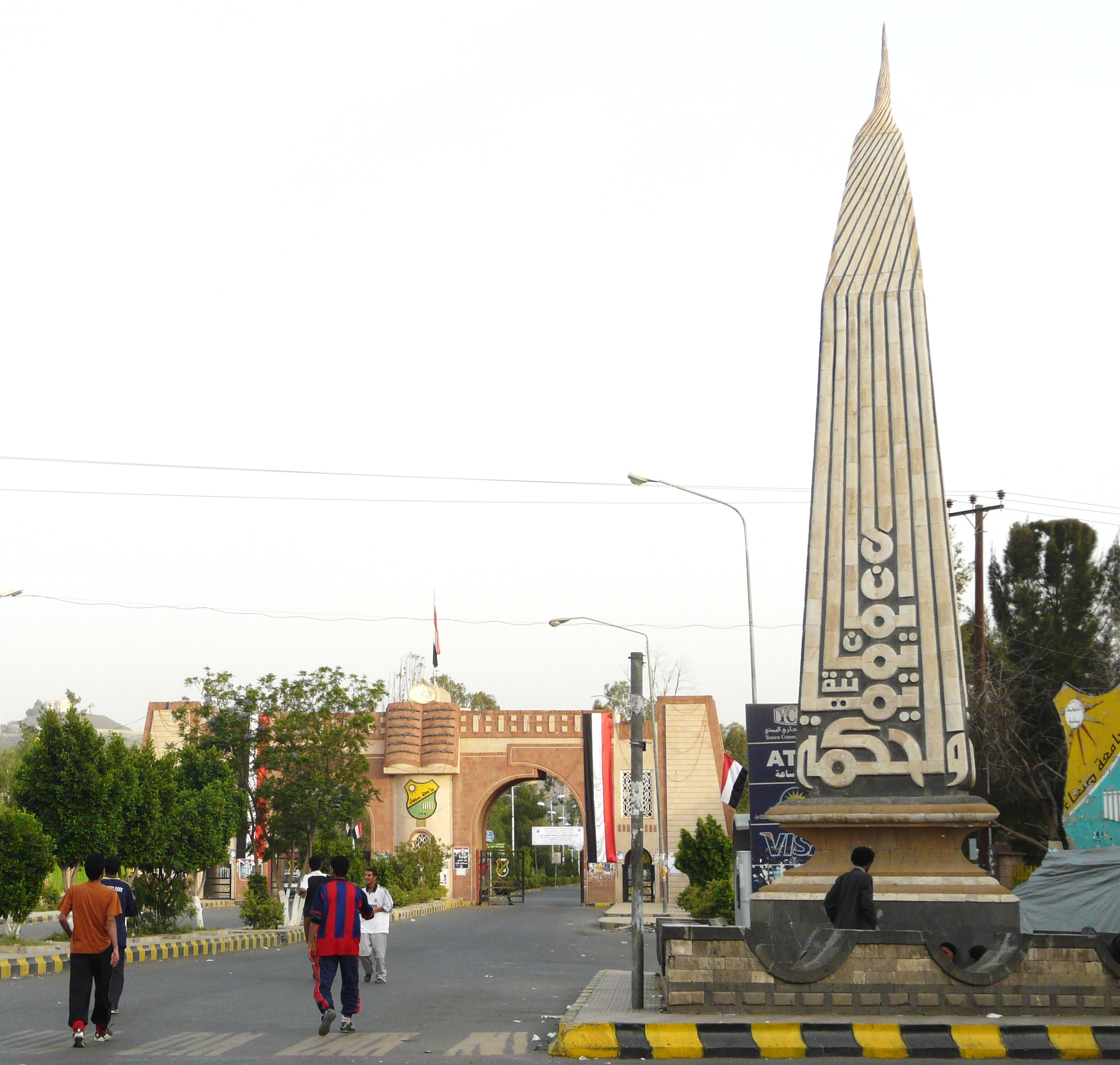
جامعة صنعاء الجديدة. على اليمين يقع نصب الجامعة، منقوش عليه "الإيمان يمان والحكمة يمانية".

أنشئت جامعة صنعاء خلال العام الجامعي 1971/70 كأول جامعة في اليمن الشمالي أنيط بها مهمة إعداد الكوادر المؤهلة والمدربة التي تسهم في عملية التنمية بمختلف المجالات.
وقد بدأت الجامعة بتخصصات محدودة، إلا أن التطور الذي شهدته قد عكس دورها في تلبية متطلبات المجتمع، من خلال التوسع في الكليات والتخصصات حتى شملت كثيراً من البرامج الدراسية النظرية منها التطبيقية، إلى ذلك تم إنشاء عدد من المراكز الأكاديمية والتخصصية.
ولأهمية دور الجامعة فقد تم إنشاء العديد من الكليات الفرعية في عدة محافظات حيث أصبح البعض منها جامعات مستقلة.
وأصبحت جامعة صنعاء – مع بداية العام الجامعي 2006/2005م – تتكون من عشرين كلية أثنى عشر منها في المركز الرئيسي بصنعاء وثماني كليات فرعية.
كما أن الجامعة لم تتوقف عند مرحلة منح الشهادة الجامعية الأولى بل انطلقت في مطلع الثمانينيات بمنح الشهادات الجامعية العليا ابتداء من الدبلومات العليا ثم منحت درجة الماجستير والدكتوراه في العديد من التخصصات من معظم الكليات.

## الكليات

### كلية الطب
كلية الطب والعلوم الصحية
- - كلية الطب والعلوم الصحية**: أُسست عام 1983، وتُعد من أقدم كليات الطب في اليمن، وتضم أقسامًا متعددة تشمل الطب البشري، المختبرات، والصيدلة. تشتهر بتخريج دفعات من الأطباء الذين يعملون داخل اليمن وخارجه.[4]

- المختبرات الطبية: مدة الدراسة فيها 5 سنوات شاملة سنة الامتياز التدريبي في المختبر المركزي بصنعاء والمستشفيات الحكومية، عدد مقاعدها 100 مقعداً، نسبة القبول 80% حد أدنى ثانوية علمي بعد اجتياز امتحان القبول.
- برنامج السمع والنطق: إنه من الواضح النقص الشديد في التخصص المتعلق بالسمع والنطق من ناحية المهنيين ومن ناحية المراكز، بالأخص المتخصصين الذين يعتبرون من الندرة في هذا المجال ، ومن ناحية أخرى إزدياد الإحتياج للتعامل مع الحالات المتراكمة من المرضى الذين يعانون من إشكاليات السمع والنطق من الأطفال والكبار سواءً نتيجة لأمراض أصيبوا بها أو إصابات تعرضوا لها أو من ذوي الإحتياجات الخاصة الذين يعانون من تراجع في تطور النمو الجسدي والدماغي
- التمريض العالي: مدة الدراسة فيها 4 سنوات 55 مقعداً، 80% حد أدنى ثانوية علمي.

### صيدلة
بدأت كفرع من الطب 1997م ثم أنشئت في العام الجامعي 2001/2002، مقرها صنعاء - الأمانة - مذبح. مدة الدراسة فيها 5 سنوات، 66 مقعداً، 85% حد أدنى ثانوية علمي.

### كلية الهندسة
أنشئت هذه الكلية في العام الجامعي 1983/1984، مقرها صنعاء - الأمانة - في الحرم الجامعي الجديد. مدة الدراسة فيها 5 سنوات، بها قرابة 550 مقعداً، تشترط عادة 80% حد أدنى ثانوية علمي وأوائل الثانوية الفنية كما يتوجب على الطالب دخول اختبار قبول أو إجراء مفاضلة.
تتألف كلية الهندسة من ستة تخصصات رئيسية هي:
- الهندسة المعمارية.
- الهندسة المدنية.
- الهندسة الكهربائية: وتنقسم إلى ثلاث شعب فرعية هي القوى والآلات، والإلكترونيات والاتصالات، والحاسبات والتحكم.
- الهندسة الميكانيكية.
- هندسة الميكاترونكس.
- الهندسة الطبية الحيوية.

### كلية الحاسوب وتكنولوجيا المعلومات
تم إنشاء مركز الحاسب الآلي عام 2004/2005م كنواة لكلية الحاسب ثم تم تغييرها إلى كلية الحاسوب وتكنولوجيا المعلومات عام 2007/2008م، مقرها صنعاء -الأمانة-في الحرم الجامعي الجديد. مدة الدراسة فيها 4 سنوات، به قرابة 150-200 مقعداً، حد القبول 80% ثانوية علمي كما يتوجب على الطالب دخول اختبار قبول أو إجراء مفاضلة في (الرياضيات والفيزياء والإنجليزي) سابقاً أما الآن فقد تم إلغاء مادة الفيزياء من اختبار المفاضلة وذلك لأنه تم إقفال قسم الشبكات لعدم توفر الإمكانات اللازمة لتجهيز معامل متكاملة للتطبيق العملي بالإضافة إلى وجود عدد قليل جداً من الدكاترة والمعيدين المتخصصين في هذا المجال.
تخصصات كلية الحاسوب وتكنولوجيا المعلومات.
تضم هذه الكلية ثلاثة أقسام:
- نظم المعلومات
- تكنولوجيا الشبكات وأمنية الحاسوب
- علوم حاسوب

### كلية العلوم

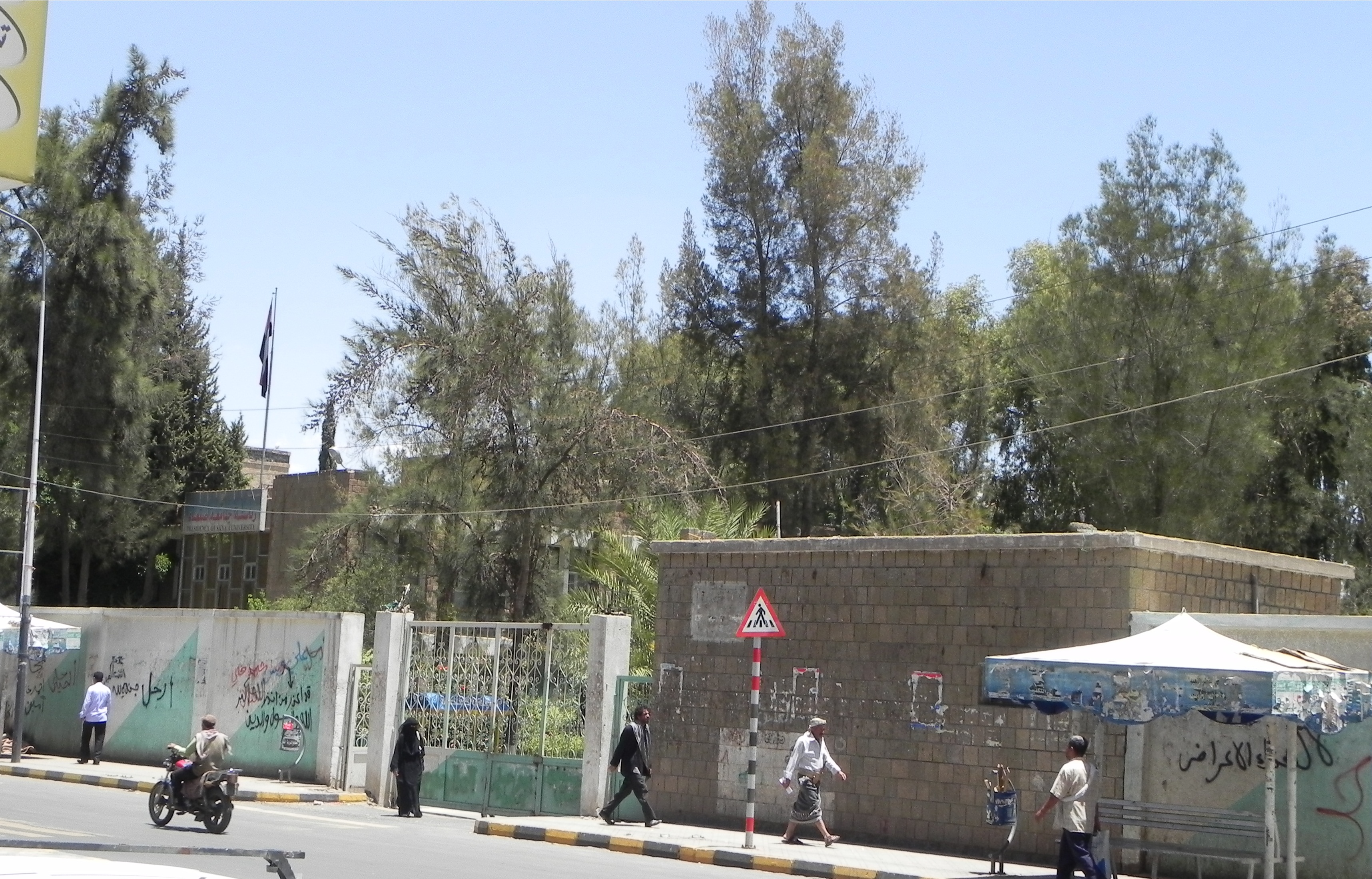
جامعة صنعاء القديمة.

أنشئت هذه الكلية في العام الجامعي 1973/1974، مقرها صنعاء -الأمانة- في الحرم الجامعي القديم. مدة الدراسة فيها 4 سنوات، بها قرابة 770 مقعدا، تشترط عادة 80% لقسم الحاسوب وبقية التخصصات 75% حد أدنى ثانوية علمي. تتألف الكلية من تخصصين رئيسيين:
- العلوم الرياضية: ويشمل قسم الرياضيات (رياضيات بحتة، رياضيات حاسوب)، قسم الحاسوب، وقسم الفيزياء.
- العلوم الطبيعية: قسم الكيمياء قسم علوم الحياة، وقسم علوم الأرض والبيئة (شعبتين).

### كلية الزراعة

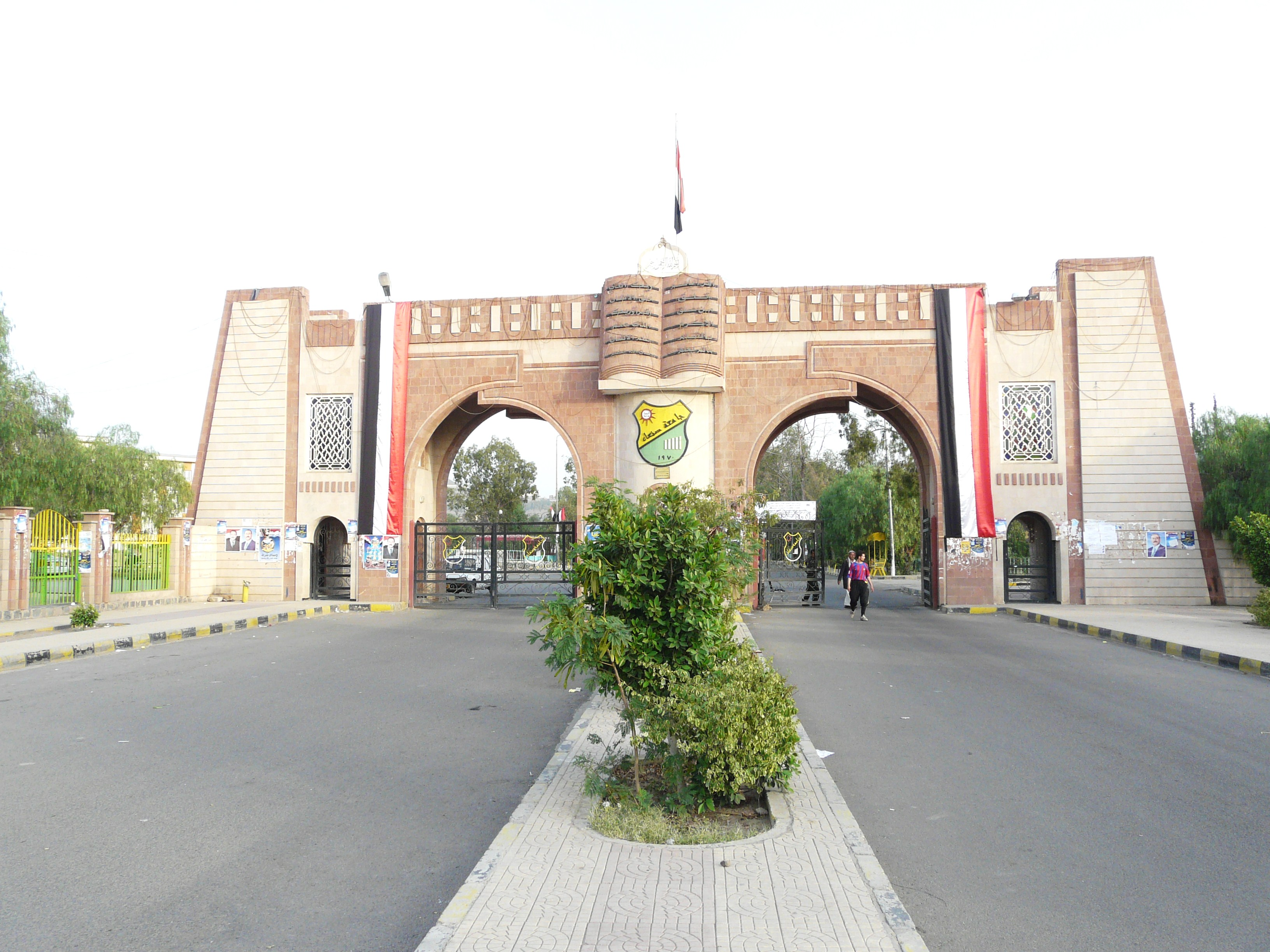
بوابة جامعة صنعاء الشرقية

أنشئت هذه الكلية في العام الجامعي 1985/1984، مقرها صنعاء -الأمانة- في الحرم الجامعي الجديد. مدة الدراسة فيها 4 سنوات، بها قرابة 638 مقعدا، تشترط عادة 70% حد أدنى ثانوية علمي بالتخصصات الآتية:
- الإنتاج الحيواني
- الاقتصاد والإرشاد الزراعي: شعبة الاقتصاد والتعاون الزراعي- وشعبة الإرشاد والتنمية الريفية.
- علوم وتقنية الأغذية
- البساتين والغابات
- الأراضي والمياه
- وقاية النبات
- الهندسة الزراعية
- المحاصيل الحقلية

### كلية اللغات
تأسست هذه الكلية في العام الجامعي 1997/1996، مقرها صنعاء -الأمانة- في الحرم الجامعي الجديد. مدة الدراسة فيها 4 سنوات، بها قرابة 693 مقعدا، تشترط عادة 75-80% حد أدنى ثانوية علمي أو أدبي بالتخصصات الآتية:
- اللغة العربية والترجمة
- اللغة الإنكليزية
- اللغة الفرنسية
- اللغة الألمانية
- اللغة الإيطالية
- اللغة التركية
- اللغة الإسبانية

### كلية التربية
أنشئت في العام الجامعي 1971/1970، مقرها صنعاء -الأمانة- في الحرم الجامعي الجديد. مدة الدراسة فيها 4 سنوات (8 فصول دراسية)، بها قرابة 1210 مقعدا. تشترط الكلية عادة 70-75٪ حد أدنى ثانوية علمي أو أدبي وبها التخصصات الآتية.
- الرياضيات
- الفيزياء
- الكيمياء
- الدراسات الإنجليزية
- الفلسفة والاجتماع
- اللغة العربية
- علوم القرآن
- الدراسات الإسلامية
- التاريخ
- الجغرافيا ونظم المعلومات
- علوم الحياة
- الطفولة المبكرة
- معلم الصف (أثناء الخدمة)
- معلم الصف (إعداد معلمين)
- معلم مجال العلوم
- معلم مجال الرياضيات
- معلم مجال الحاسوب

### كلية الآداب
أنشئت في العام الجامعي 1971/1970، مقرها صنعاء -الأمانة- في الحرم الجامعي القديم. مدة الدراسة فيها 4 سنوات، بها قرابة 1694 مقعدا، تشترط عادة 70-75% حد أدنى ثانوية علمي أو أدبي وبها التخصصات الآتية:
- لغة عربية وآدابها
- لغة إنجليزية وآدابها
- لغة فرنسية
- دراسات إسلامية
- تاريخ
- جغرافيا
- فلسفة
- علم النفس
- علم الاجتماع (اجتماع عام، خدمة اجتماعية)
- آثار (آثار قديم- آثار إسلامي)
- مكتبة وعلم معلومات
- علوم الحياة

### كلية الإعلام
تأسست في العام الجامعي 1997/1996، بعد ما كانت قسما من كلية الآداب عام 1991. مقرها صنعاء -الأمانة- في الحرم الجامعي الجديد. مدة الدراسة فيها 4 سنوات، بها قرابة 220 مقعدا، تشترط عادة 75% حد أدنى ثانوية علمي أو80% أدبي وبها التخصصات الآتية.
- إذاعة وتلفزيون
- صحافة
- علاقات عامة وإعلان

### كلية الشريعة والقانون
أنشئت هذه الكلية في العام الجامعي 1971/1970، مقرها صنعاء -الأمانة- في الحرم الجامعي الجديد. مدة الدراسة فيها 4 سنوات، بها قرابة 1650 مقعدا، تشترط عادة 75% حد أدنى ثانوية علمي أو أدبي.

## الكليات في فروع المحافظات
تضم جامعة صنعاء كليات فرعية في فروع المحافظة والمحافظات الأخرى هي:
- كلية التربية والعلوم التطبيقية بحجة: تأسست عام 1990، بقدرة استيعابية 1535 مقعداً.
- كلية التربية - المحويت: تأسست عام 1993، بقدرة استيعابية 1100 مقعداً.
- كلية التربية والآداب والعلوم - صعدة: تأسست عام 1994، بقدرة استيعابية 1320 مقعداً.
- كلية التربية - أرحب: تأسست عام 1994، بقدرة استيعابية 1430 مقعداً.
- كلية التربية والألسن - عمران: تأسست عام 1996، بقدرة استيعابية 1211 مقعداً.
- كلية التجارة والاقتصاد - خمر: تأسست عام 1997، بقدرة استيعابية 1300 مقعداً.
- كلية التربية والآداب والعلوم - خولان: تأسست عام 1998، بقدرة استيعابية 1540 مقعداً.
- كلية التربية - عبس: تأسست عام 2003، بقدرة استيعابية 500 مقعداً.

## مراكز الجامعة
تضم جامعة صنعاء عدد من المراكز، منها المراكز التالية:
- مركز التعليم عن بعد.
- مركز النوع الاجتماعي.
- مركز المياه والبيئة.
- مركز خدمة المجتمع.
- مركز اللغات والترجمة.
- مركز الحاسب الآلي.
- مركز ذوي الإعاقة.

## مركز الحاسب الآلي
تم إنشاء مركز الحاسب الآلي عام 2004/2005م كنواة لكلية الحاسب ثم تم تغييره إلى كلية الحاسوب وتكنولوجيا المعلومات عام 2007/2008م ثم صار حالياً تابع لكلية الحاسوب وتكنولوجيا المعلومات، مقره صنعاء - الأمانة - في الحرم الجامعي الجديد. مدة الدراسة فيه دبلوم سنتين، حد القبول من 60% ثانوية علمي، عدد المقاعد 100 مقعد.
كما يوفر للطلاب الجامعة دورات في قيادة الحاسوب وغيره من الدورات.

## الإدارة العامة للمكتبات
تقع الإدارة العامة للمكتبات ضمن مباني ومنشآت الجامعة الجديدة ما بين كليتي التجارة والاقتصاد وكلية الشريعة والقانون، وتشمل المكتبة المركزية ومكتبات الكليات الرئيسية والفرعية ومكتبات المراكز العلمية التابعة للجامعة ويصل عددها إلى (26) مكتبة فرعية. وتعنى بتقديم الخدمات المباشرة للـطلاب والباحثين في المكتبة المركزية.
تضم المكتبة المركزية أنواع مختلفة من الكتب، الموسوعات، المجلات، الصور، الأفلام، ووسائل العرض الآلية للمعلومات وغيرها من متطلبات الحاسوب. كما يسمح بالإعارة لأنواع مختلفة من الشرائح في إطار وخارج الكليات وفقا لقوانين وضوابط يُلْتَزَم بها.

## التسجيل

### كلية الطب والعلوم الصحية
| م | الهندسة      | النظام الدراسي | الثانوية العامة | معدل الثانوية | آخر سنة ثانوية مقبولة | آخر سنة ثانوية مقبولة | الطاقة الاستيعابية | يوجد اختبار قبول |
| م | الهندسة      | النظام الدراسي | الثانوية العامة | معدل الثانوية | يمني                  | غير يمني              | الطاقة الاستيعابية | يوجد اختبار قبول |
| - | ------------ | -------------- | --------------- | ------------- | --------------------- | --------------------- | ------------------ | ---------------- |
| 1 | طب بشري      | النظام العام   | علمي            | 85.00%        | 2013                  | 2019                  | 100                | نعم              |
| 2 | مختبرات طبية | النظام العام   | علمي            | 80.00%        | 2013                  | 2019                  | 100                | نعم              |
| 3 | تمريض عالي   | النظام العام   | علمي            | 80.00%        | 2013                  | 2019                  | 50                 | نعم              |

### كلية طب الأسنان
| م | اسم التخصص | النظام الدراسي | الثانوية العامة | معدل الثانوية | آخر سنة ثانوية مقبولة | آخر سنة ثانوية مقبولة | الطاقة الاستيعابية | يوجد اختبار قبول |
| م | اسم التخصص | النظام الدراسي | الثانوية العامة | معدل الثانوية | يمني                  | غير يمني              | الطاقة الاستيعابية | يوجد اختبار قبول |
| - | ---------- | -------------- | --------------- | ------------- | --------------------- | --------------------- | ------------------ | ---------------- |
| 1 | عام        | النظام العام   | علمي            | 85.00%        | 2013                  | 2019                  | 50                 | نعم              |

### كلية الصيدلة
| م | اسم التخصص | النظام الدراسي | الثانوية العامة | معدل الثانوية | آخر سنة ثانوية مقبولة | آخر سنة ثانوية مقبولة | الطاقة الاستيعابية | يوجد اختبار قبول |
| م | اسم التخصص | النظام الدراسي | الثانوية العامة | معدل الثانوية | يمني                  | غير يمني              | الطاقة الاستيعابية | يوجد اختبار قبول |
| - | ---------- | -------------- | --------------- | ------------- | --------------------- | --------------------- | ------------------ | ---------------- |
| 1 | عام        | النظام العام   | علمي            | 85.00%        | 2013                  | 2019                  | 120                | نعم              |

## وصلات خارجية
- موقع جامعة صنعاء